# Riqqeh

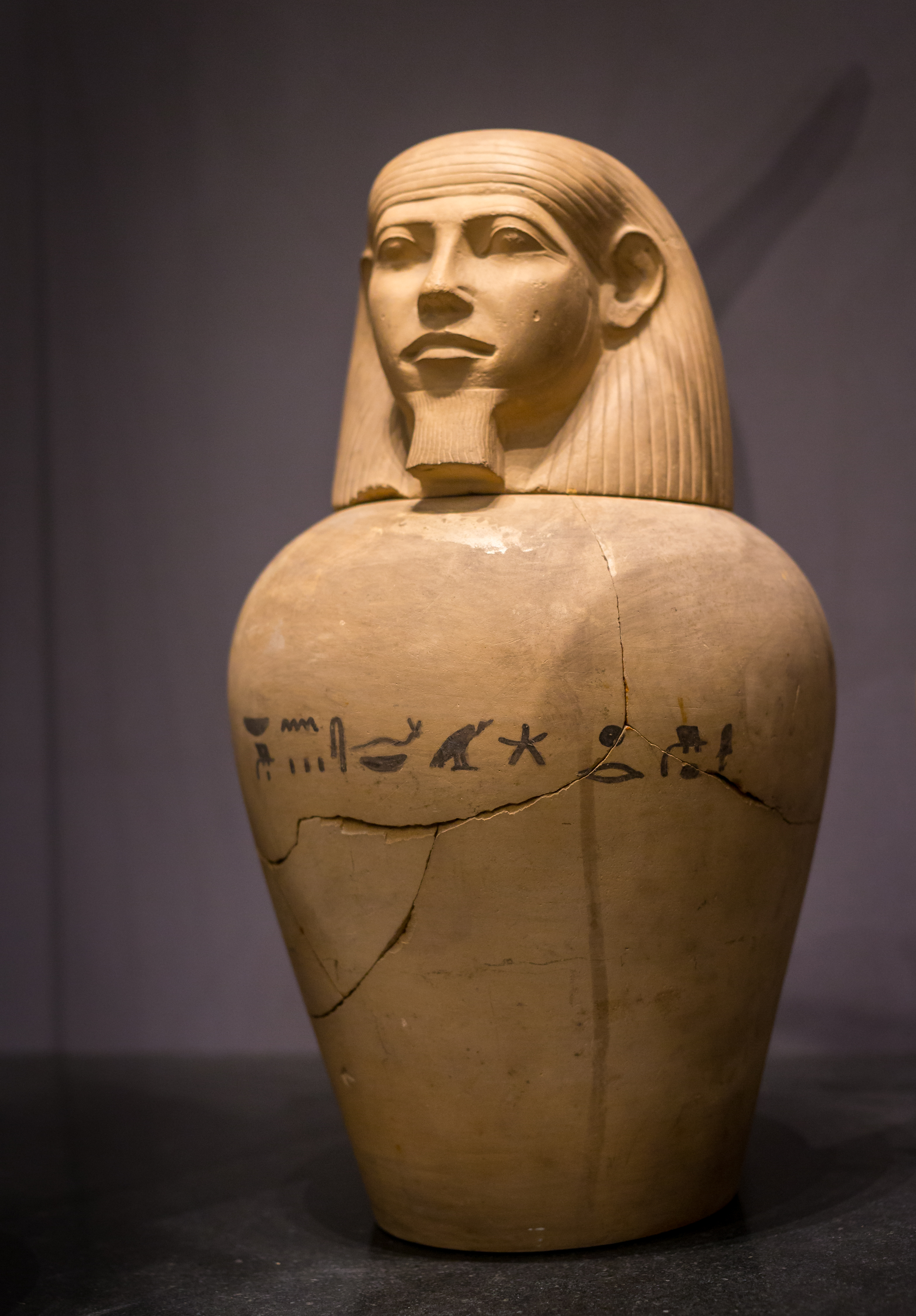
Kanopikvase aus Riqqeh

Riqqeh (ar-Riqqa) ist ein Dorf in Ägypten, in dessen Nähe sich altägyptische Friedhöfe befinden.

## Friedhofsanlage
Insgesamt handelt es sich wahrscheinlich um die Friedhöfe des altägyptischen Ortes Gereg, die 1912 bis 1913 von Reginald Engelbach in einer viermonatigen Kampagne ausgegraben wurden. Sie besteht aus verschiedenen kleineren Friedhöfen, die von der Naqada-Kultur bis in die heutige Zeit reichen. Besonders reich waren die Bestattungen der 12. Dynastie und des Neuen Reiches. Der Friedhof der Naqada-Kultur fand sich in der Nähe von Gerzeh und ist deshalb meist unter diesem Namen bekannt.
Bei den hier gefundenen Grabanlagen handelt es sich in der Regel um einfache Schachtgräber, nur wenige Anlagen sind monumentaler. Einige reichere Grabanlagen enthielten beschriftete Stelen, Kanopen und Statuen, und aus der 12. Dynastie stammen zahlreiche reich dekorierte Särge. Berühmtheit erlangte das Grab mit der Nummer 124. Hier fand sich zahlreicher goldener Schmuck, aber vor allem konnten zwei Skelette in der Grabkammer gefunden werden. Die Rekonstruktion des Befundes ergab, dass ein Skelett dem hier Bestatteten zuzuordnen ist, während das andere Skelett einem Grabräuber gehörte, der bei der Plünderung des Grabes ums Leben kam; er beraubte gerade die Leiche, als die Decke der Grabkammer einstürzte und ihn begrub.